# أنتوني جون كلارك
أنتوني جون كلارك (بالإنجليزية: Anthony John Clark)‏ هو أحيائي أمريكي، ولد في 18 سبتمبر 1951، وتوفي في 12 أغسطس 2004.